# كاتدرائية القديس مرقس القبطية الأرثوذكسية
الكاتدرائية المرقسية الكنيسة القبطية الأرثوذكسية كاتدرائية بنيت على أرض الأنبا رويس بجوار الكنيسة البطرسية والتي بناها بطرس باشا غالى.
تقع في حي العباسية بالقاهرة. بنيت في الستينيات من القرن الماضي، حيث تبرع الرئيس جمال عبد الناصر لبناء الكاتدرائية بعدة آلاف من الجنيهات وحضر حفل افتتاحها ومعه الإمبراطور هيلا سلاسي إمبراطور الحبشة (إثيوبيا)، وكان وقتها بابا الإسكندرية والكرازة المرقسية هو الانبا كيرلس السادس الذي انتخب بعده البابا شنودة الثالث. كاتدرائية القديس مرقس القبطية الأرثوذكسية هي مقر بابا الإسكندرية في القاهرة.
كاتدرائية القديس مرقس القبطية الأرثوذكسية بالأزبكيه بالقاهرة تتبع الكنيسة القبطية الأرثوذكسية.
كان الحصول على ترخيص ببناء كنيسة أو أن يقوموا بإصلاح وترميم ما تهدم من الكنائس القديمة في زمن المعلم إبراهيم الجوهري أمرًا غاية في الصعوبة من الهيئة الحاكمة، وحدث أن إحدى الأميرات جاءت من الأستانة إلى مصر في طريقها لقضاء مناسك الحج، فاهتم المعلم إبراهيم بأمرها وأدى ما تريده من خدمات وواجبات لراحتها على أكمل وجه كما قدم لها الهدايا النفيسة إليها، فأرادت مكافئته وإظهار اسمه لدى السلطان فالتمس منها السعى في إصدار فرمان (أمر) سلطانى بالترخيص له ببناء كنيسة بالأزبكية، حيث يوجد محل سكنه، كما قدم لها بعض الطلبات الأخرى الخاصة بالأكليروس، فأصدر السلطان أمرًا بذلك، والتمس منها أشياء أخرى منها رفع الجزية عن الرهبان وأشياء أخرى، وبعد ذلك أشترى المعلم إبراهيم جوهرى محلات وهدمها وبدأ البناء فيها ووضع الأساسات في قطعة كبيرة من الأرض التي إمتلكها ولكن عاجلته المنية قبل الشروع في بناء الكنيسة فأتمها أخوه المعلم جرجس الجوهري.

## المقر الباباوى
أصبحت كاتدرائية القديس مرقس القبطية الأرثوذكسية بالأزبكيه المقر الباباوى في القاهرة حينما قرر البابا مرقس الثامن رقم108 (1796 - 1809م). (1796 م - 1809 م) أن تصبح هذه الكاتدرائية الكبرى المرقسية الكبرى بالأزبكية وبنى بجوارها المقر الباباوى وكانت قبلا في كنيسة العذراء المغيثة بحارة الروم، وفي يوم الأحد 5 توت سنة 1517 للشهداء التي توافق 1800 م قام البابا مرقس الثامن بتدشين الكنيسة المرقسية الكبرى في الأزبكية ومعه جمع من الآباء الأساقفة والكهنة والشعب.
أكمل بناءها البابا كيرلس الخامس  وقام البابا كيرلس السادس بترميمها وكان قد مر علي بناؤها مئة عام وزينت بالرسومات الجميلة.

## أرض الأنبا رويس
في سنة 1937م أراد وزير الداخلية الاستيلاء على أرض الأنبا رويس لأنها كانت أصلاً مدافن. طلبت الحكومة نقلها إلى أرض الجبل الأحمر الذي تبرعت به، ثم بعد ذلك أرادت أن تستحوذ على الأرض الأصلية لسعتها ولأهمية موقعها. فظلت المفاوضات بين الكنيسة وبين وزيريّ الداخلية والصحة حتى سنة 1943م. خلال هذه السنوات كتب حبيب المصري ثلاث مذكرات دفاعًا عن حق الأقباط في ملكية هذه الأرض؛ إحداها لرئيس الديوان الملكي وكتب الاثنتين للوزيرين. وبعد نجاح مسعاه قرر الوزيران ووافقهما رئيس الوزارة على أن الكنيسة تملك أرض الأنبا رويس بشرط بناء منشآت عليها لا تدر أي ربح خلال خمس عشرة سنة وإلا تستولي الحكومة على الأرض.

## التصميم
فاز المهندسين د/ عوض كامل وسليم كامل فهمى في مسابقة رسم وتصميم الكاتدرائية، وقام بالتصميم الإنشائى فقد أعده د/ ميشيل باخوم أشهر مهندساً للأنشائيات في مصر، وقامت شركة النيل العامة للخرسانة المسلحة «سيبكو» بتنفيذ المبنى العملاقى للكاتدرائية. صممت الكاتدرائية على شكل صليب.

## وضع حجر الأساس
وضع حجر الأساس يوم 24 يوليو 1965م بحضور رئيس الجمهورية جمال عبد الناصر.

## افتتاح الكاتدرائية
في 25 يونيه 1968م أحتفل رسميا بافتتاح الكاتدرائية بحضور الرئيس جمال عبد الناصر والإمبراطور هيلا سلاسي إمبراطور أثيوبيا وممثلي مختلف الكنائس، وقد عبر الجميع عن مشاعر الغبطة والبهجة لهذا الحدث.
في صباح الأربعاء 26 يونيه 1968 احتفل بإقامة الصلاة على مذبح الكاتدرائية، وفي نهاية القداس حمل البابا كيرلس السادس رفات القديس مارمرقس إلى حيث أودع في مزاره الحالى تحت الهيكل الكبير في شرقية الكاتدرائية.
ثم جاء حفل تتويج البابا (شنودة) للجلوس على كرسي البابوية في الكاتدرائية المرقسية الكبرى بالقاهرة في 14 نوفمبر 1971 وبذلك أصبح البابا رقم (117) في تاريخ البطاركة.
في مايو 1977م قام احتفال بحضور رفات القديس أثناسيوس الرسولى وافتتاح قاعة القديس أثناسيوس الكبرى تحت الكاتدرائية تذكاراً بمرور 1600 سنة على نياحة القديس.
استشهاد ثلاثة وعشرون شخصا على الأقل الأحد 11-12-2016 في انفجار داخل كنيسة بمجمع الكاتدرائية المرقسية مقر بابا الأقباط الأرثوذكس في القاهرة. وأكد مسؤولون أمنيون أن الانفجار نجم عن عبوة ناسفة من مادة تي إن تي بوزن 12 كيلوغراما. وكانت الوزارة قد أعلنت سابقا عن مقتل 25 شخصا في التفجير، معظمهم من النساء، في اعتداء استهدف صباح الأحد كنيسة قرب الكاتدرائية المرقسية، مقر بابا الأقباط الأرثوذكس في حي العباسية بوسط القاهرة في التفجير الأكثر دموية ضد هذه الأقلية منذ سنوات. وأكدت وزارة الصحة في بيان أصدرته مساء الأحد أن «الحصيلة النهائية لضحايا الحادث الذي وقع صباح اليوم بالكنيسة البطرسية المجاورة للكاتدرائية بالعباسية هي وفاة 23 شهيدا وإصابة 49 آخرين». وبحسب البيان فان معظم الضحايا من النساء.

## معرض صور

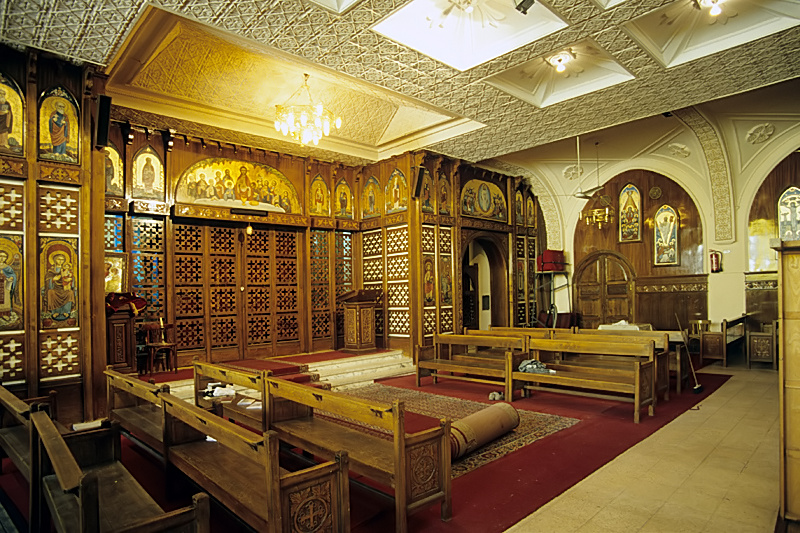
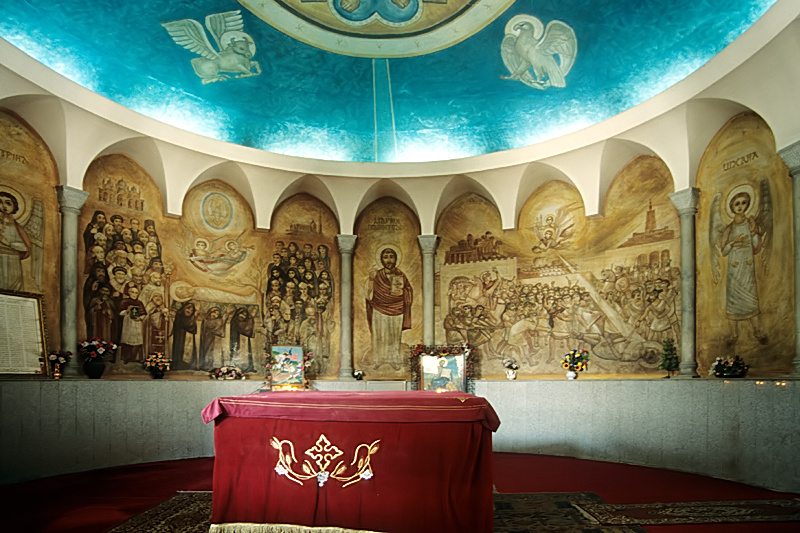
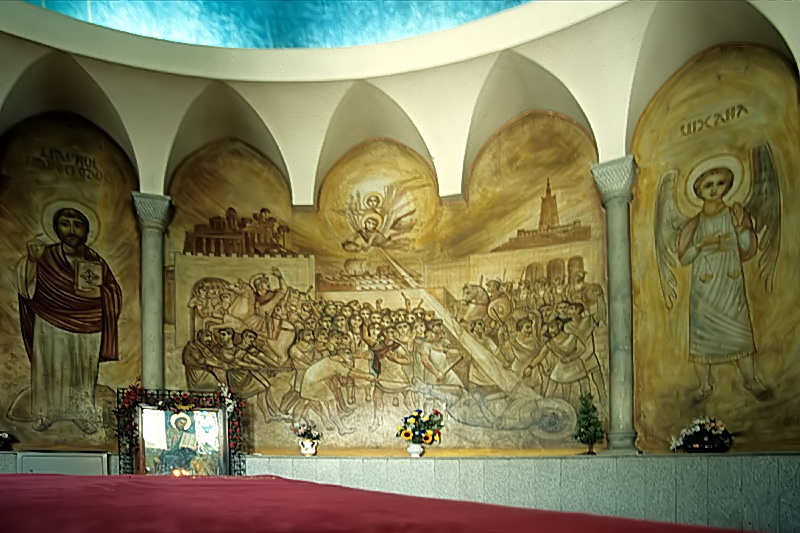
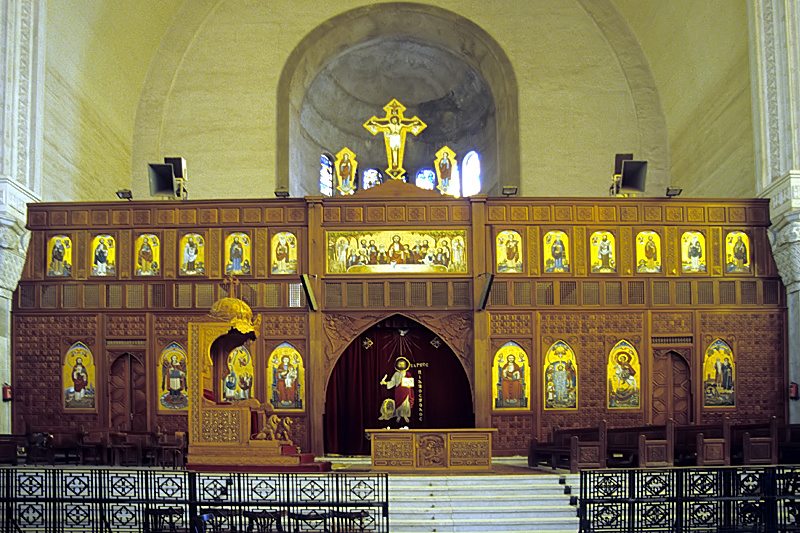
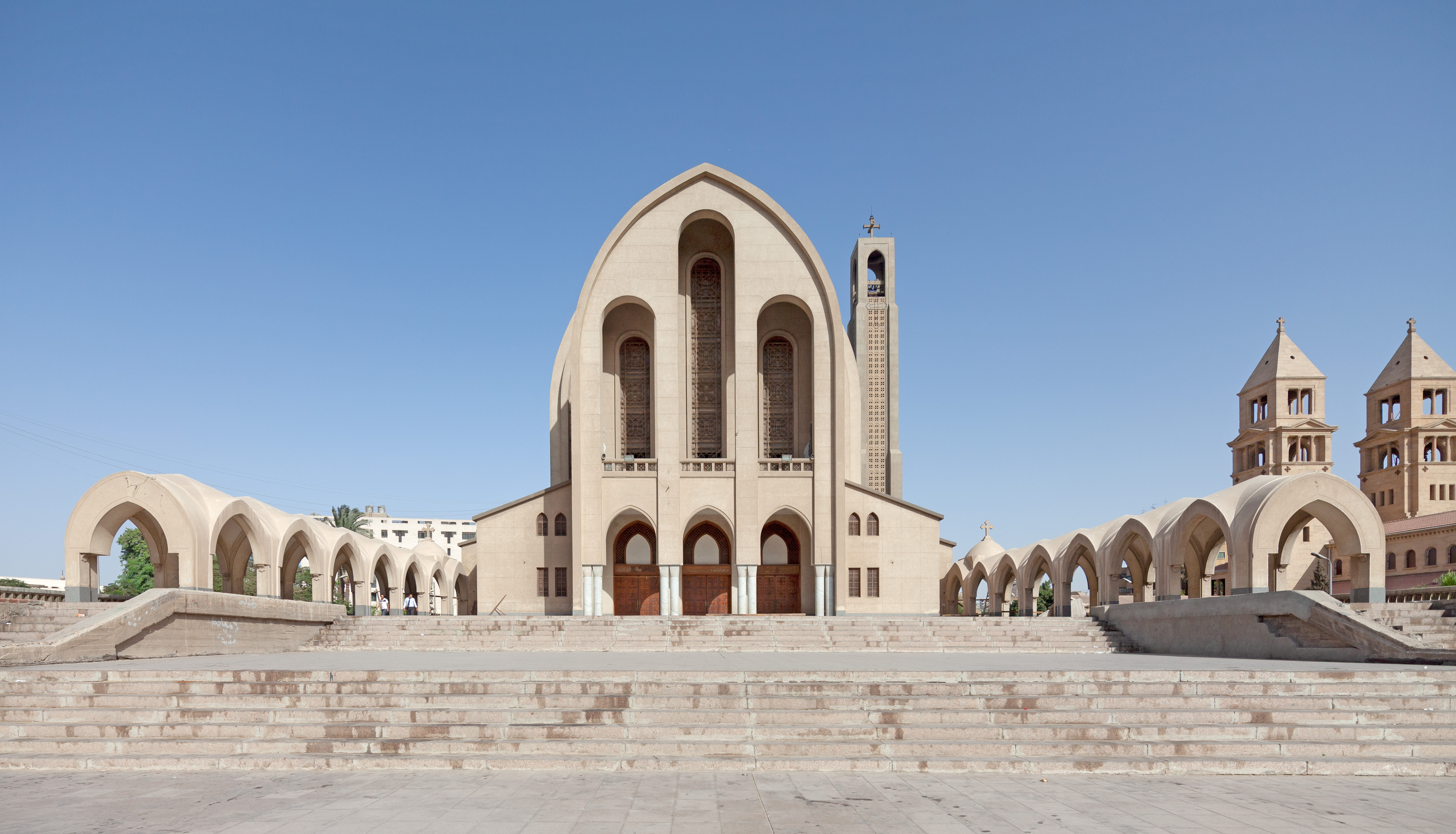
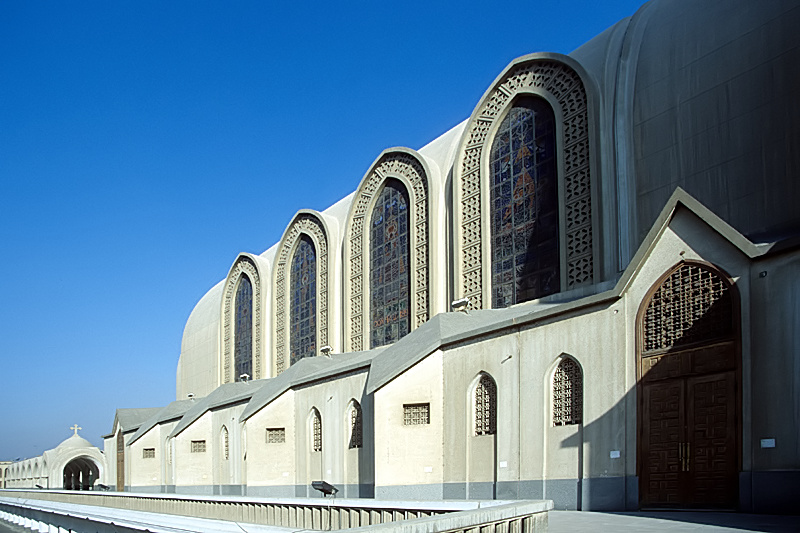
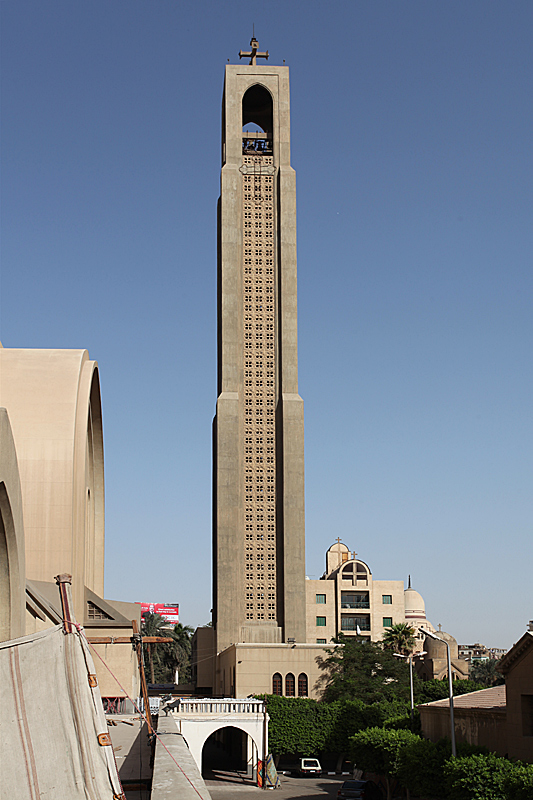
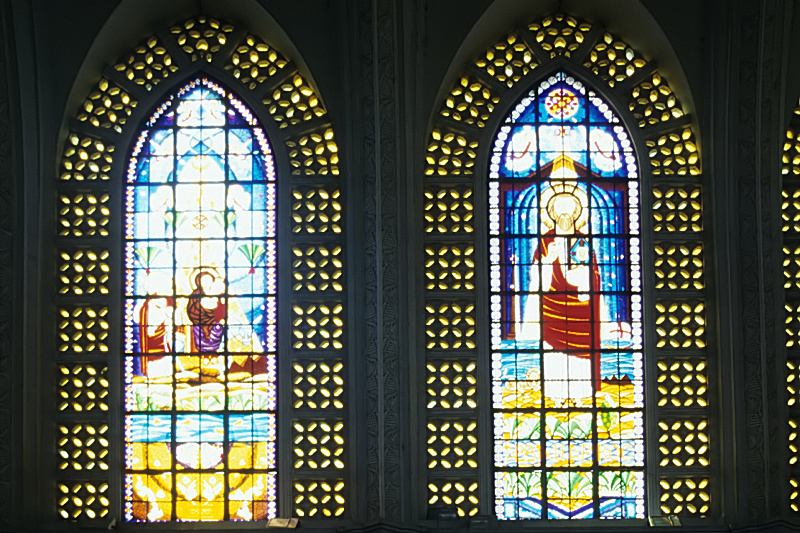
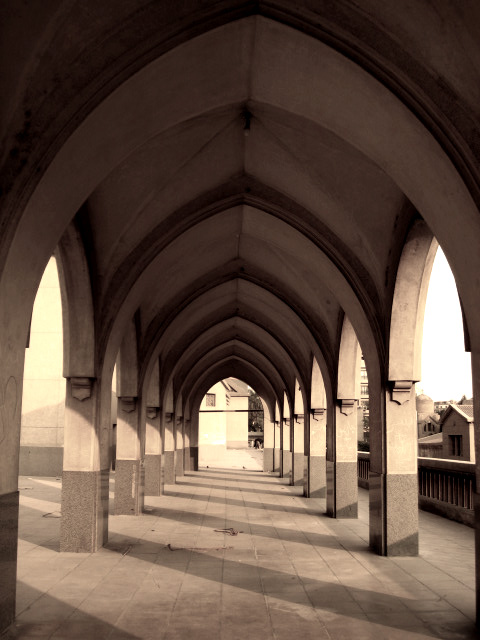
الممرات الداخلية كاتدرائية القديس مرقس القبطية الأرثوذكسية
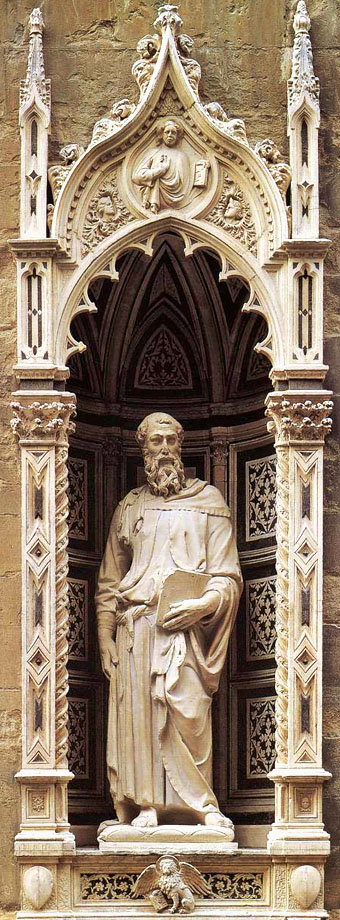
القديس مارمرقس